# 翼状胬肉手术
翼状胬肉手术或翼状胬肉切除术是針對翼状胬肉做的手術。

## 适应症
- 正在发展的翼状胬肉：胬肉上有血管、充血，头部抬起。
- 已经影响视功能的翼状胬肉：胬肉已经长到了瞳孔区。或者妨碍了眼球的运动
- 美容的原因，或者是患者强烈要求

## 手术分类
- 单纯切除术
- 转头术
- 切除术合并干细胞移植术

## 手术过程
以单纯切除术为例：
1. 角膜表面点局麻药
2. 开睑器撑开眼睑。
3. 翼状胬肉上结膜下做浸润麻醉
4. 从翼状胬肉颈部，即角巩膜缘处向角膜钝性分离胬肉组织
5. 剪刀剪下翼状胬肉头部，钝性分离结膜和结膜下组织，注意勿伤眼内直肌
6. 将增生的结膜下组织剪下
7. 缝合结膜，并在角巩膜缘处保留一个空白带，此处须用电烧烧灼
8. 清理角膜表面
9. 抗生素眼膏或眼药水点眼，包扎
10. 抗生素服用3天，次日复查

转头术为将翼状胬肉头部缝合在结膜下。
干细胞移植术为将角巩膜缘处的正常结膜组织移植到空白带，使角巩膜缘处的干细胞得以在空白带生长。

## 术后
1. 术后给与抗生素口服3天，抗生素眼药水点眼，若结膜充血明显，可给与类固醇激素眼药水点眼，至充血消失。
2. 术后5天拆线。